# Bustillo del Páramo de Carrión
Bustillo del Páramo de Carrión – gmina w Hiszpanii, w prowincji Palencia, w Kastylii i León, o powierzchni 31,2 km². W 2011 roku gmina liczyła 64 mieszkańców.